# نائوکی ایتامورا
نائوکی ایتامورا (انگلیسی: Naoki Itamura؛ زادهٔ) آهنگساز، موسیقی‌دان اهل ژاپن است.